# Zentrale Aufnahmestelle für Flüchtlinge Berlin

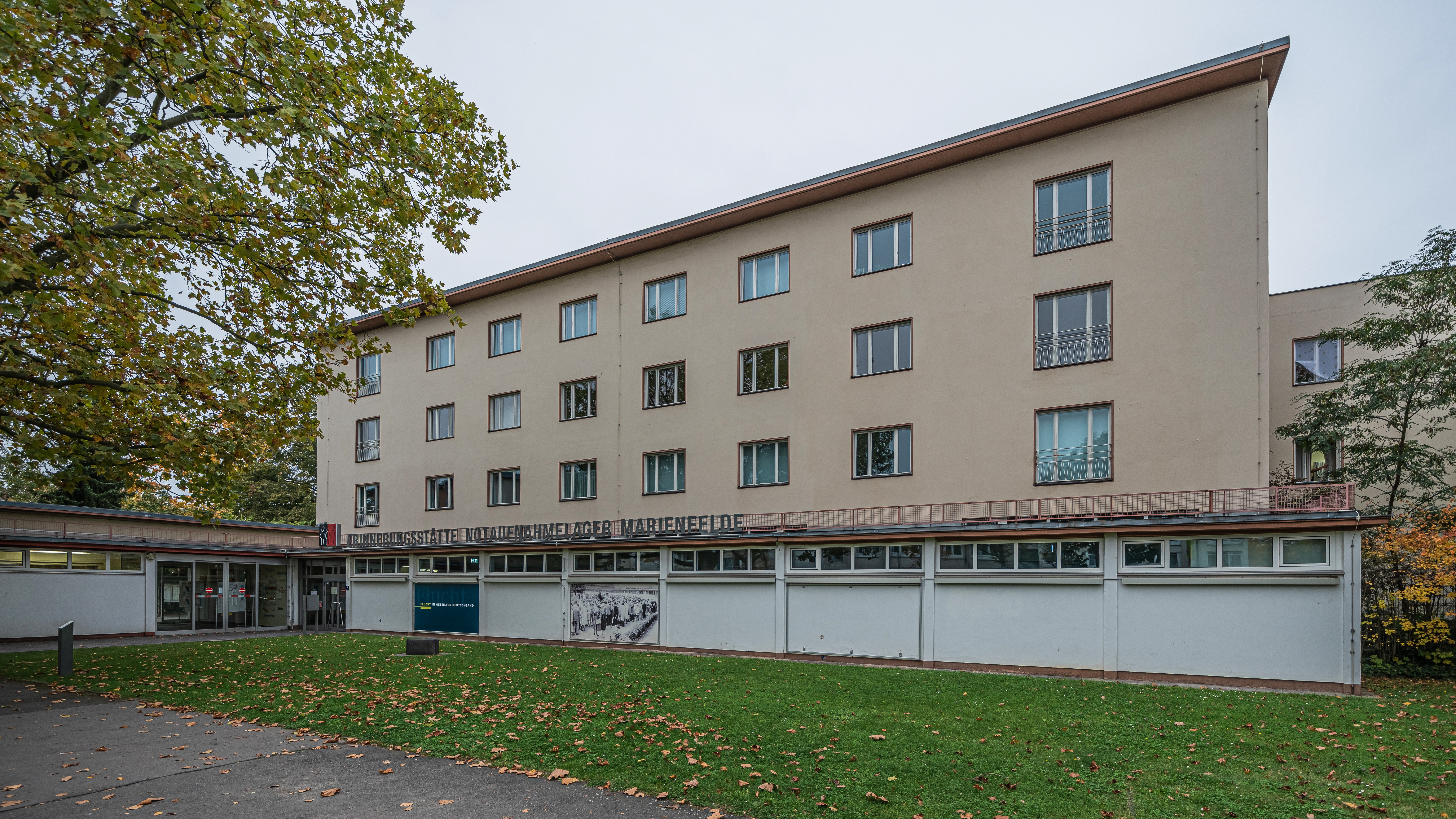
Eingang zur Erinnerungsstätte Notaufnahmelager Marienfelde

Die Zentrale Aufnahmestelle für Flüchtlinge Berlin (ZASt) befand sich von 1953 bis 2010 im Berliner Ortsteil Marienfelde als Erstaufnahmeeinrichtung für Übersiedler und Aussiedler, die in Berlin eintrafen.

## Museum
Eine Erinnerungsstätte Notaufnahmelager Marienfelde vermittelt die Stiftung Berliner Mauer die Geschichte der Zentralen Aufnahmestelle für Flüchtlinge und Geschichten heutiger Geflüchteter.

## Lage
Die ZASt befand sich in der Marienfelder Allee. Neben einer Unterkunft für Flüchtlinge befindet sich auf dem Gelände ein Museum über die Aufnahme von Flüchtlingen, besonders als Übergangsheim für DDR-Flüchtlinge.